# Kindergartenmuseum Nordrhein-Westfalen

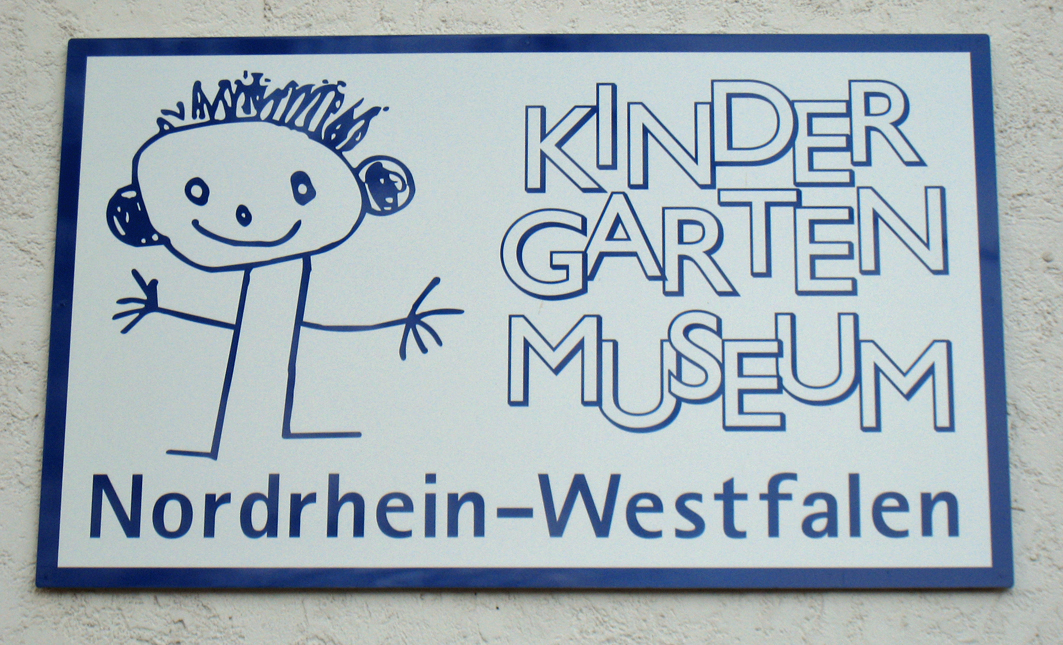
Hinweisschild zum Kindergarten-Museum

Das Kindergartenmuseum Nordrhein-Westfalen ist das erste und bisher einzige Museum dieser Art in Nordrhein-Westfalen Es liegt auf dem Quirlsberg in der Stadtmitte von Bergisch Gladbach.

## Geschichte
Im Jahr 1994 gründete sich der gemeinnützige Verein „KindergartenMuseum e.V.“. Er ist Träger des seit 2004 bestehenden Kindergartenmuseums Nordrhein-Westfalen, das auch den Namen Kindergarten-Museum NRW führt. Das Museum finanziert seinen Betrieb überwiegend durch Spenden, Mitgliedsbeiträge und ehrenamtliche Mitarbeit. Außerdem wird das Museum durch die 2007 unter dem Dach der NRW-Stiftung gegründete Renate-Röhrscheidt-Stiftung gefördert. Schirmherrin ist Angelika Rüttgers.

## Das Museum

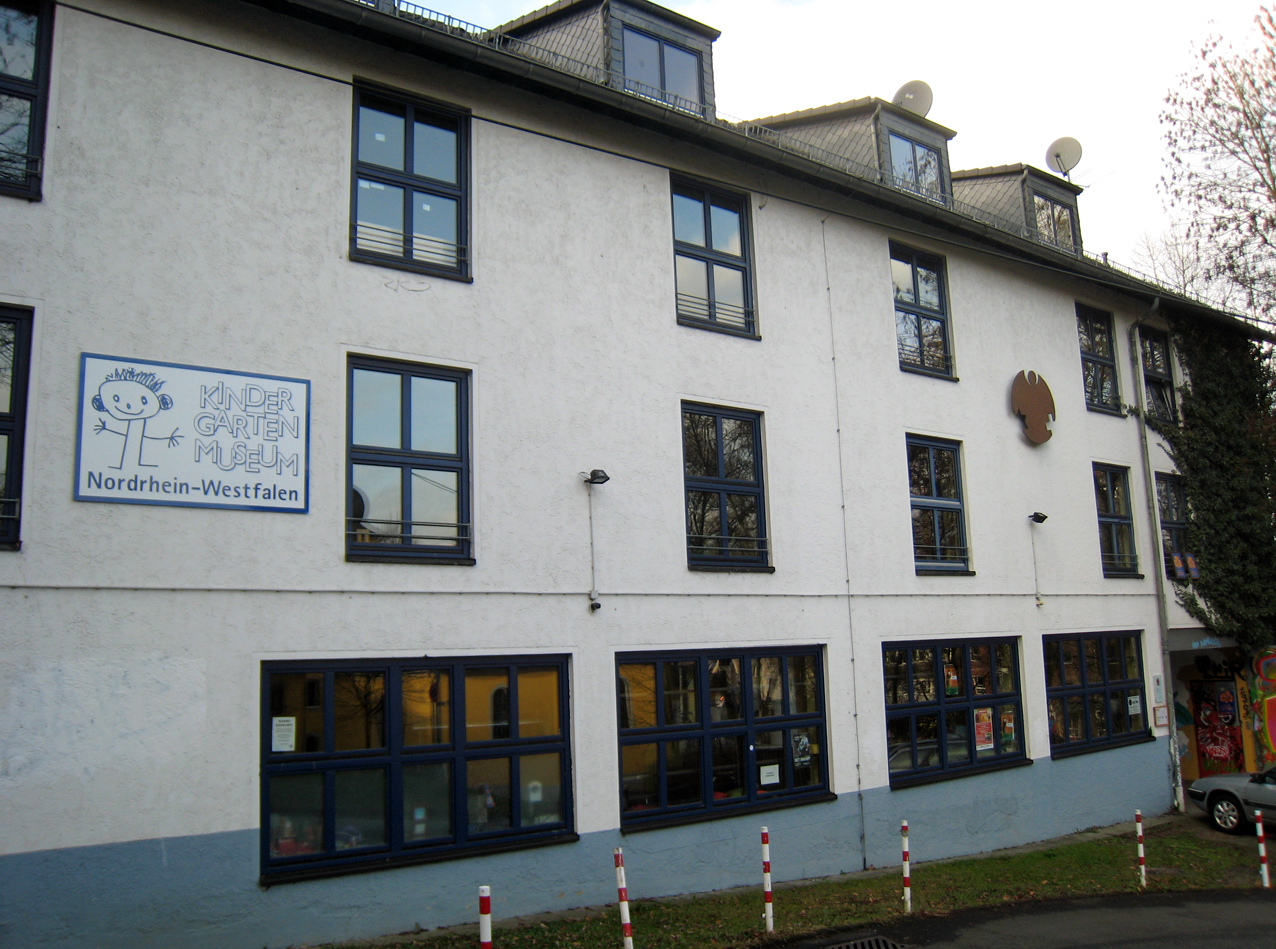
Das Kindergarten-Museum

Das Museum thematisiert die institutionelle Betreuung und Förderung der Kinder in Kindergarten und Krippe von den Anfängen bis heute. Es stehen sieben Ausstellungsräume zur Verfügung, in denen man sich über die Kleinkindererziehung informieren kann. Hier findet man Kindergarteneinrichtungen, alte Spiele, Kinderbücher usw. Man erfährt Einzelheiten über die großen Pädagogen in der Geschichte und die Ausbildung der Erzieherinnen im Wandel der Zeit. Gezeigt werden wechselnde Sonderausstellungen wie zum Beispiel „100 Jahre Montessoripädagogik“, „Krippen von und für Kinder gebastelt“, „Puppenstuben und Puppenhäuser“ usw. Schließlich machen verschiedene Publikumsaktionen, wie Märchenstunden und einzelne Bastelprogramme das Museum zu einem Erlebnis. Es gibt Einzel- und Gruppenführungen.